# Нура (Іргізький район)
Нура́ (каз. Нұра) — село у складі Іргізького району Актюбінської області Казахстану. Адміністративний центр Нуринського сільського округу.
Населення — 537 осіб (2021; 681 у 2009, 887 у 1999, 989 у 1989).